# Die Hit-Giganten
Die Hit-Giganten war eine Rankingshow, die von 2003 bis 2010 vom TV-Sender Sat.1 ausgestrahlt wurde. Sie galt als Antwort von Sat.1 auf die RTL-Sendung Die ultimative Chartshow. Moderiert von Hugo Egon Balder, präsentierte die Sendung Hits aus den 1960er- bis zu den 2000er-Jahren.

## Sendung & Ausstrahlung
Jede Sendung stand unter einem separaten Motto, so zum Beispiel Disco Hits, Neue Deutsche Welle, Pop & Wave der 80er, Rockballaden, Sommerhits, Fußballsongs, Italo Hits, Schmusesongs. Einige der platzierten Musiker sangen in der Sendung ihren Hit nochmals oder präsentierten eine Neueinspielung oder einen Sampler.
Nachdem RTL Anfang 2007 seine ultimative Chartshow erstmals wöchentlich am Freitag um 21:15 Uhr ausstrahlte und damit konstant gute Quoten erzielte, wiederholte Sat.1 ab Freitag, 6. Juli 2007, auf dem gleichen Sendeplatz die besten Folgen der Hit-Giganten. Die Wiederholungen, die im Anschluss an die Spielshow Das weiß doch jedes Kind! liefen, erzielten so gute Quoten, dass die ursprünglich bereits eingestellte Show nun ab Mai 2008 doch weitergeführt wurde.
Seit dem 10. Oktober 2008 wurde die Musik-Show im Breitbildformat 16:9 ausgestrahlt.
Im Juli 2010 wurde bekannt, dass das Format nicht mehr von Hugo Egon Balder moderiert wird, sondern von Roger Cicero und Mirjam Weichselbraun.
Im September 2010 wurden sechs neue Folgen in Köln mit den neuen Moderatoren aufgezeichnet, welche ab dem 26. November 2010 auf Sat.1 gezeigt werden sollten. Nach drei Sendungen wurde die Ausstrahlung abgebrochen.
Inzwischen sind diverse Mottos, die damals auf Doppel-CD erschienen sind, erweitert und in einer Best-of-Box mit drei CDs erneut veröffentlicht worden. 2021 wurde die CD Ausgabe „Die besten Schlager-Hits aller Zeiten“ verboten, da sich teilweise Nicht-Original-Aufnahmen darauf befanden.

## Die Sendungen
| Motto                               | Ausstrahlung       | 1. Platz                                            |
| ----------------------------------- | ------------------ | --------------------------------------------------- |
| Die One-Hit-Wonder                  | 13. November 2003  | F. R. David – Words, Lobo – I'd Love You To Want Me |
| Die beliebtesten Schmusesongs       | 12. Februar 2004   | Scorpions – Wind of Change                          |
| Die deutschen Hits                  | 1. April 2004      | Matthias Reim – Verdammt, ich lieb’ Dich            |
| Die besten Italo-Hits               | 10. Juni 2004      | Zucchero – Senza una Donna                          |
| Die besten Sommerhits               | 10. Juli 2004      | Goombay Dance Band – Sun of Jamaica                 |
| Die besten Hits aus den 90er Jahren | 6. September 2004  | Dr. Alban – It’s my Life                            |
| Die besten Discohits                | 21. Oktober 2004   | Boney M – Daddy Cool                                |
| Weihnachten – Spezial               | 6. Dezember 2004   | Wham! – Last Christmas                              |
| Die besten Partyklassiker           | 6. Januar 2005     | Carl Douglas – Kung Fu Fighting                     |
| Die besten Hits aus den 60er Jahren | 27. Mai 2005       | Barry Ryan – Eloise                                 |
| Pop & Wave aus den 80er Jahren      | 3. April 2005      | OMD – Maid of Orleans                               |
| Hugos Hits                          | 16. Mai 2005       | Rubettes – Sugar Baby Love                          |
| Cabrio Hits                         | 12. Juni 2005      | Johnny Wakelin – In Zaire                           |
| Das Beste vom Kultschlager          | 9. Oktober 2005    | Michael Holm – Tränen lügen nicht                   |
| Die besten Rocksongs                | 13. November 2005  | Deep Purple – Smoke on the Water                    |
| Die besten Lovesongs                | 4. Dezember 2005   | a-ha – Hunting High and Low                         |
| Die besten Hits aus den 70er Jahren | 22. Januar 2006    | The Sweet – Fox On The Run                          |
| Die besten Tanzsongs                | 19. Februar 2006   | Kaoma – Lambada                                     |
| Die besten Fußball-Hits             | 3. Mai 2006        | Queen – We Are the Champions                        |
| Die besten Rock-Balladen            | 31. Mai 2006       | Queen – Who Wants to Live Forever                   |
| One Hit Wonder 2                    | 9. Mai 2008        | Daniel Boone – Beautiful Sunday                     |
| Flower Power                        | 16. Mai 2008       | The 5th Dimension – Aquarius/Let the Sunshine In    |
| Rockparty                           | 23. Mai 2008       | Suzi Quatro – Can The Can                           |
| Neue Deutsche Welle                 | 30. Mai 2008       | Spider Murphy Gang – Skandal im Sperrbezirk         |
| Die besten Hits der 80er Jahre      | 15. August 2008    | Robin Gibb – Juliet                                 |
| Hot Hits                            | 22. August 2008    |                                                     |
| Rock aus Deutschland                | 29. August 2008    | Peter Kraus                                         |
| Filmhits                            | 19. September 2008 | Céline Dion – My Heart Will Go On                   |
| Cover-Hits                          | 10. Oktober 2008   | The Hollies – The Air That I Breathe                |
| Radioklassiker                      | 24. Oktober 2008   | Foreigner – Cold as Ice                             |
| Apres-Ski-Hits                      | 2. Januar 2009     | DJ Ötzi – Ein Stern (… der deinen Namen trägt)      |
| No.-1-Hits                          | 9. Januar 2009     | Boney M. – Rivers of Babylon                        |
| Die beliebtesten Oldies             | 19. Juni 2009      | Penny McLean – Lady Bump                            |
| Country & Folk                      | 10. Juli 2009      | Truck Stop – Der wilde, wilde Westen                |
| Pop & Rock Hymnen                   | 26. November 2010  | Europe – The Final Countdown                        |
| Herzschmerz Hits                    | 10. Dezember 2010  | Culture Club – Do You Really Want to Hurt Me        |
| Die Hits des Jahrzehnts             | 31. Dezember 2010  | Lady Gaga – Poker Face                              |

## Diskografie
| Jahr | Titel                                                                                  | Höchstplatzierung, Gesamtwochen, AuszeichnungChartplatzierungen (Jahr, Titel, Platzierungen, Wochen, Auszeichnungen, Anmerkungen) | Höchstplatzierung, Gesamtwochen, AuszeichnungChartplatzierungen (Jahr, Titel, Platzierungen, Wochen, Auszeichnungen, Anmerkungen) | Höchstplatzierung, Gesamtwochen, AuszeichnungChartplatzierungen (Jahr, Titel, Platzierungen, Wochen, Auszeichnungen, Anmerkungen) | Anmerkungen                                                            |
| Jahr | Titel                                                                                  | DE | AT | CH | Anmerkungen                                                            |
| ---- | -------------------------------------------------------------------------------------- | --- | --- | --- | ---------------------------------------------------------------------- |
| 2003 | Die Hit-Giganten                                                                       | DE1 (24 Wo.)DE | AT9 (4 Wo.)AT | CH7 (7 Wo.)CH | Erstveröffentlichung: 10. November 2003                                |
| 2004 | Die Hit-Giganten – Schmuse-Songs                                                       | DE1 (32 Wo.)DE | AT1 (13 Wo.)AT | CH1 (10 Wo.)CH | Erstveröffentlichung: 9. Februar 2004                                  |
| 2004 | Die Hit-Giganten – Italo Hits                                                          | DE1 (33 Wo.)DE | AT3 (20 Wo.)AT | CH2 (16 Wo.)CH | Erstveröffentlichung: 7. Juni 2004                                     |
| 2004 | Die Hit-Giganten – Sommerhits                                                          | DE1 (27 Wo.)DE | AT5 (9 Wo.)AT | CH3 (6 Wo.)CH | Erstveröffentlichung: 4. Juli 2004                                     |
| 2004 | Die Hit-Giganten – Hits der 90er                                                       | DE3 (12 Wo.)DE | AT6 (6 Wo.)AT | CH4 (7 Wo.)CH | Erstveröffentlichung: 29. August 2004                                  |
| 2004 | Die Hit-Giganten – Disco-Hits                                                          | DE2 (19 Wo.)DE | AT8 (5 Wo.)AT | CH5 (7 Wo.)CH | Erstveröffentlichung: 25. Oktober 2004                                 |
| 2004 | Die Hit-Giganten – Weihnachten auch bekannt als: Weihnachten 2007 und Weihnachten 2008 | DE4 (40 Wo.)DE | AT6 (18 Wo.)AT | CH4 (30 Wo.)CH | Erstveröffentlichung: 22. November 2004                                |
| 2004 | Die Hit-Giganten – Partyklassiker                                                      | DE5 (18 Wo.)DE | AT13 (4 Wo.)AT | CH7 (10 Wo.)CH | Erstveröffentlichung: 27. Dezember 2004                                |
| 2005 | Die Hit-Giganten – Hits der 60er                                                       | DE2 (25 Wo.)DE | AT5 (9 Wo.)AT | CH2 (9 Wo.)CH | Erstveröffentlichung: 21. Februar 2005                                 |
| 2005 | Die Hit-Giganten – Pop & Wave Hits der 80er                                            | DE2 (19 Wo.)DE | AT8 (4 Wo.)AT | CH2 (5 Wo.)CH | Erstveröffentlichung: 1. April 2005                                    |
| 2005 | Die Hit-Giganten – Cabrio Hits                                                         | DE4 (10 Wo.)DE | AT7 (2 Wo.)AT | CH10 (5 Wo.)CH | Erstveröffentlichung: 9. Juni 2005                                     |
| 2005 | Die Hit-Giganten – Kultschlager                                                        | DE3 (24 Wo.)DE | AT7 (6 Wo.)AT | CH5 (11 Wo.)CH | Erstveröffentlichung: 23. September 2005                               |
| 2005 | Die Hit-Giganten – Rocksongs                                                           | DE1 (45 Wo.)DE | AT2 (9 Wo.)AT | CH3 (17 Wo.)CH | Erstveröffentlichung: 4. November 2005                                 |
| 2005 | Die Hit-Giganten – Lovesongs                                                           | DE3 (18 Wo.)DE | AT8 (5 Wo.)AT | CH12 (8 Wo.)CH | Erstveröffentlichung: 25. November 2005                                |
| 2006 | Die Hit-Giganten – Hits der 70er                                                       | DE1 (33 Wo.)DE | AT5 (8 Wo.)AT | CH4 (14 Wo.)CH | Erstveröffentlichung: 13. Januar 2006                                  |
| 2006 | Die Hit-Giganten – Tanzsongs                                                           | DE1 (13 Wo.)DE | AT5 (6 Wo.)AT | CH3 (9 Wo.)CH | Erstveröffentlichung: 10. Februar 2006                                 |
| 2006 | Die Hit-Giganten – Fussballsongs                                                       | DE2 (20 Wo.)DE | AT11 (3 Wo.)AT | CH2 (8 Wo.)CH | Erstveröffentlichung: 5. Mai 2006                                      |
| 2006 | Die Hit-Giganten – Rockballaden                                                        | DE3 (18 Wo.)DE | AT8 (5 Wo.)AT | CH7 (7 Wo.)CH | Erstveröffentlichung: 26. Mai 2006                                     |
| 2006 | Die Hit-Giganten – Neue Deutsche Welle                                                 | DE4 (28 Wo.)DE | AT17 (2 Wo.)AT | CH10 (6 Wo.)CH | Erstveröffentlichung: 22. September 2006                               |
| 2007 | Die Hit-Giganten – Soul Hits                                                           | DE11 (4 Wo.)DE | — | CH6 (5 Wo.)CH | Erstveröffentlichung: 2. März 2007                                     |
| 2008 | Die Hit-Giganten – Flower Power                                                        | DE2 (20 Wo.)DE | AT6 (6 Wo.)AT | CH3 (8 Wo.)CH | Erstveröffentlichung: 2. Mai 2008                                      |
| 2008 | Die Hit-Giganten – One Hit Wonder                                                      | DE4 (9 Wo.)DE | AT17 (1 Wo.)AT | CH6 (5 Wo.)CH | Erstveröffentlichung: 2. Mai 2008                                      |
| 2008 | Die Hit-Giganten – Rockparty                                                           | DE2 (10 Wo.)DE | AT9 (4 Wo.)AT | CH4 (7 Wo.)CH | Erstveröffentlichung: 2. Mai 2008                                      |
| 2008 | Die Hit-Giganten – Die besten Hits der 80er                                            | DE4 (13 Wo.)DE | AT5 (8 Wo.)AT | CH3 (7 Wo.)CH | Erstveröffentlichung: 8. August 2008                                   |
| 2008 | Die Hit-Giganten – Filmhits                                                            | DE6 (12 Wo.)DE | AT12 (7 Wo.)AT | CH16 (4 Wo.)CH | Erstveröffentlichung: 8. August 2008                                   |
| 2008 | Die Hit-Giganten – Rock aus Deutschland                                                | DE6 (12 Wo.)DE | — | — | Erstveröffentlichung: 8. August 2008                                   |
| 2008 | Die Hit-Giganten – Hot Hits                                                            | DE8 (7 Wo.)DE | AT12 (4 Wo.)AT | CH18 (3 Wo.)CH | Erstveröffentlichung: 8. August 2008                                   |
| 2008 | Die Hit-Giganten – Cover-Hits                                                          | DE12 (3 Wo.)DE | AT15 (1 Wo.)AT | CH14 (5 Wo.)CH | Erstveröffentlichung: 10. Oktober 2008                                 |
| 2008 | Die Hit-Giganten – Radioklassiker                                                      | DE7 (6 Wo.)DE | — | CH12 (3 Wo.)CH | Erstveröffentlichung: 10. Oktober 2008                                 |
| 2008 | Die Hit-Giganten – Après-Ski-Hits                                                      | DE5 (20 Wo.)DE | AT3 (11 Wo.)AT | CH5 (10 Wo.)CH | Erstveröffentlichung: 19. Dezember 2008                                |
| 2009 | Die Hit-Giganten – Die grössten Nr. 1 Hits                                             | DE5 (15 Wo.)DE | AT5 (4 Wo.)AT | CH4 (8 Wo.)CH | Erstveröffentlichung: 9. Januar 2009                                   |
| 2009 | Die Hit-Giganten – Oldies                                                              | DE5 (13 Wo.)DE | AT8 (7 Wo.)AT | CH9 (5 Wo.)CH | Erstveröffentlichung: 12. Juni 2009                                    |
| 2009 | Die Hit-Giganten – Country & Folk                                                      | DE2 (15 Wo.)DE | AT8 (10 Wo.)AT | CH6 (6 Wo.)CH | Erstveröffentlichung: 12. Juni 2009                                    |
| 2010 | Die Hit-Giganten – Eurodance                                                           | DE9 (7 Wo.)DE | AT14 (4 Wo.)AT | CH14 (2 Wo.)CH | Erstveröffentlichung: 15. Januar 2010                                  |
| 2010 | Die Hit-Giganten – Legenden                                                            | DE16 (4 Wo.)DE | AT19 (1 Wo.)AT | CH16 (2 Wo.)CH | Erstveröffentlichung: 26. März 2010                                    |
| 2010 | Die Hit-Giganten – Herzschmerz Hits                                                    | DE10 (5 Wo.)DE | — | CH14 (1 Wo.)CH | Erstveröffentlichung: 26. November 2010                                |
| 2010 | Die Hit-Giganten – Die Hits 2000-2010                                                  | DE7 (12 Wo.)DE | AT12 (1 Wo.)AT | CH14 (2 Wo.)CH | Erstveröffentlichung: 26. November 2010                                |
| 2010 | Die Hit-Giganten – Pop & Rock Hymnen                                                   | DE6 (7 Wo.)DE | AT11 (1 Wo.)AT | CH9 (2 Wo.)CH | Erstveröffentlichung: 26. November 2010                                |
| 2011 | Die Hit-Giganten – Pop-Schlager                                                        | DE4 (9 Wo.)DE | AT5 (5 Wo.)AT | CH8 (3 Wo.)CH | Erstveröffentlichung: 25. Februar 2011                                 |
| 2011 | Die Hit-Giganten – Dancefloor Hits                                                     | DE9 (4 Wo.)DE | AT15 (1 Wo.)AT | CH12 (21 Wo.)CH | Erstveröffentlichung: 25. März 2011                                    |
| 2011 | Die Hit-Giganten – Deutsche Balladen                                                   | DE14 (5 Wo.)DE | — | CH18 (1 Wo.)CH | Erstveröffentlichung: 15. April 2011                                   |
| 2011 | Die Hit-Giganten – Best of Rock                                                        | — | AT16 (1 Wo.)AT | CH15 (3 Wo.)CH | Erstveröffentlichung: 16. September 2011 Charteinstieg AT: 2020        |
| 2011 | Die Hit-Giganten – Best of Christmas                                                   | DE2 (74 Wo.)DE | AT6 (50 Wo.)AT | CH2 (58 Wo.)CH | Erstveröffentlichung: 18. November 2011                                |
| 2012 | Die Hit-Giganten – Best of Party Hits                                                  | DE13 (6 Wo.)DE | AT8 (6 Wo.)AT | CH11 (3 Wo.)CH | Erstveröffentlichung: 3. Februar 2012                                  |
| 2012 | Die Hit-Giganten – Best of Italo Hits                                                  | — | AT9 (54 Wo.)AT | CH5 (59 Wo.)CH | Erstveröffentlichung: 3. Februar 2012 Charteinstieg AT: 2015, CH: 2017 |
| 2012 | Die Hit-Giganten – Best of Fussball Hits                                               | DE15 (7 Wo.)DE | — | — | Erstveröffentlichung: 1. Juni 2012                                     |
| 2013 | Die Hit-Giganten – Best of Disco                                                       | DE24 (2 Wo.)DE | AT18 (2 Wo.)AT | CH10 (1 Wo.)CH | Erstveröffentlichung: 11. Januar 2013                                  |
| 2013 | Die Hit-Giganten – Best of Schlager                                                    | DE23 (2 Wo.)DE | AT15 (2 Wo.)AT | CH15 (2 Wo.)CH | Erstveröffentlichung: 11. Januar 2013                                  |
| 2013 | Die Hit-Giganten – Best of One Hit Wonder                                              | DE28 (1 Wo.)DE | — | — | Erstveröffentlichung: 11. Januar 2013                                  |
| 2013 | Die Hit-Giganten – Best of Sommerhits                                                  | DE25 (2 Wo.)DE | — | — | Erstveröffentlichung: 2. August 2013                                   |
| 2013 | Die Hit-Giganten – Best of 90s                                                         | — | — | — | Erstveröffentlichung: 2. August 2013                                   |
| 2013 | Die Hit-Giganten – Best of Dance                                                       | — | — | — | Erstveröffentlichung: 2. August 2013                                   |
| 2014 | Die Hit-Giganten – Best of Après-Ski Hits                                              | DE23 (6 Wo.)DE | — | CH13 (3 Wo.)CH | Erstveröffentlichung: 19. Dezember 2014                                |
| 2015 | Die Hit-Giganten – Best of Keltica                                                     | DE7 (7 Wo.)DE | — | CH20 (1 Wo.)CH | Erstveröffentlichung: 16. Januar 2015                                  |
| 2015 | Die Hit-Giganten – Best of Maxi Hits                                                   | DE26 (1 Wo.)DE | — | — | Erstveröffentlichung: 16. Januar 2015                                  |
| 2015 | Die Hit-Giganten – Best of Discofox                                                    | DE29 (1 Wo.)DE | — | CH20 (1 Wo.)CH | Erstveröffentlichung: 6. November 2015                                 |
| 2015 | Die Hit-Giganten – Best of Rock’n’Roll                                                 | — | — | — | Erstveröffentlichung: 6. November 2015                                 |
| 2016 | Die Hit-Giganten – Best of French Classics                                             | DE23 (1 Wo.)DE | AT20 (1 Wo.)AT | — | Erstveröffentlichung: 20. Mai 2016 Charteinstieg AT: 2020              |
| 2016 | Die Hit-Giganten – Best of Latin                                                       | DE27 (1 Wo.)DE | — | — | Erstveröffentlichung: 20. Mai 2016                                     |
| 2016 | Die Hit-Giganten – Best of Swing & Jazz                                                | — | — | — | Erstveröffentlichung: 20. Mai 2016                                     |
| 2017 | Die Hit-Giganten – Best of 90s Dance                                                   | DE24 (3 Wo.)DE | AT18 (1 Wo.)AT | CH14 (1 Wo.)CH | Erstveröffentlichung: 19. Mai 2017 Charteinstieg AT: 2021, CH: 2020    |
| 2017 | Die Hit-Giganten – Best of Summer Chill                                                | — | — | — | Erstveröffentlichung: 19. Mai 2017                                     |
| 2017 | Die Hit-Giganten – Best of Flower Power                                                | DE26 (2 Wo.)DE | — | CH10 (1 Wo.)CH | Erstveröffentlichung: 3. November 2017                                 |
| 2017 | Die Hit-Giganten – Best of Funk & Soul                                                 | — | — | — | Erstveröffentlichung: 3. November 2017                                 |
| 2018 | Die Hit-Giganten – Best of NDW                                                         | DE13 (5 Wo.)DE | AT20 (1 Wo.)AT | CH11 (1 Wo.)CH | Erstveröffentlichung: 18. Mai 2018                                     |
| 2018 | Die Hit-Giganten – Best of Songpoeten                                                  | DE14 (3 Wo.)DE | — | — | Erstveröffentlichung: 18. Mai 2018                                     |
| 2018 | Die Hit-Giganten – Best of Rock Balladen                                               | — | — | — | Erstveröffentlichung: 19. Oktober 2018                                 |
| 2018 | Die Hit-Giganten – Best of Rock Classics                                               | — | — | — | Erstveröffentlichung: 19. Oktober 2018                                 |
| 2018 | Die Hit-Giganten – Best of TV-Hits                                                     | DE17 (2 Wo.)DE | AT14 (1 Wo.)AT | — | Erstveröffentlichung: 2. November 2018                                 |
| 2018 | Die Hit-Giganten – Best of Hip Hop & Rap                                               | — | — | — | Erstveröffentlichung: 2. November 2018                                 |
| 2019 | Die Hit-Giganten – Best of 2000er                                                      | DE16 (2 Wo.)DE | AT16 (1 Wo.)AT | CH11 (1 Wo.)CH | Erstveröffentlichung: 17. Mai 2019                                     |
| 2019 | Die Hit-Giganten – Best of Mallorca Hits                                               | DE13 (3 Wo.)DE | — | CH12 (2 Wo.)CH | Erstveröffentlichung: 17. Mai 2019                                     |
| 2019 | Die Hit-Giganten – Best of Lovesongs                                                   | DE20 (1 Wo.)DE | AT20 (1 Wo.)AT | CH19 (1 Wo.)CH | Erstveröffentlichung: 18. Oktober 2019                                 |
| 2019 | Die Hit-Giganten – Best of Volksmusik                                                  | DE15 (2 Wo.)DE | AT16 (1 Wo.)AT | CH19 (1 Wo.)CH | Erstveröffentlichung: 18. Oktober 2019                                 |
| 2020 | Die Hit-Giganten – Best of Musical Hits                                                | DE17 (2 Wo.)DE | AT20 (1 Wo.)AT | CH17 (3 Wo.)CH | Erstveröffentlichung: 22. Mai 2020                                     |
| 2020 | Die Hit-Giganten – Best of KinderLieder                                                | DE30 (1 Wo.)DE | — | — | Erstveröffentlichung: 22. Mai 2020                                     |
| 2021 | Die Hit-Giganten – Die besten Schlager Hits aller Zeiten                               | DE2 (5 Wo.)DE | AT3 (5 Wo.)AT | CH4 (5 Wo.)CH | Erstveröffentlichung: 23. April 2021                                   |
| 2021 | Die Hit-Giganten – Sommer Party                                                        | DE2 (7 Wo.)DE | AT4 (7 Wo.)AT | CH10 (2 Wo.)CH | Erstveröffentlichung: 2. Juli 2021                                     |
| 2021 | Die Hit-Giganten – Italo Pop                                                           | DE9 (5 Wo.)DE | AT8 (15 Wo.)AT | CH7 (13 Wo.)CH | Erstveröffentlichung: 22. Oktober 2021                                 |
| 2021 | Die Hit-Giganten – Weihnachten (2021)                                                  | DE12 (1 Wo.)DE | AT19 (1 Wo.)AT | — | Erstveröffentlichung: 12. November 2021                                |
| 2022 | Die Hit-Giganten – Romance                                                             | DE7 (8 Wo.)DE | AT10 (1 Wo.)AT | CH10 (4 Wo.)CH | Erstveröffentlichung: 4. Februar 2022                                  |
| 2022 | Die Hit-Giganten – Das Beste der 70er                                                  | DE4 (4 Wo.)DE | AT5 (2 Wo.)AT | CH5 (5 Wo.)CH | Erstveröffentlichung: 27. Mai 2022                                     |
| 2022 | Die Hit-Giganten – Oktoberfest Party                                                   | DE3 (9 Wo.)DE | AT3 (6 Wo.)AT | CH16 (4 Wo.)CH | Erstveröffentlichung: 26. August 2022                                  |
| 2022 | Die Hit-Giganten – Après Ski Party                                                     | DE11 (7 Wo.)DE | AT8 (4 Wo.)AT | CH6 (9 Wo.)CH | Erstveröffentlichung: 30. Dezember 2022                                |
| 2023 | Die Hit-Giganten – Best Of NDW (2023)                                                  | DE4 (6 Wo.)DE | AT6 (6 Wo.)AT | CH5 (2 Wo.)CH | Erstveröffentlichung: 3. März 2023                                     |
| 2023 | Die Hit-Giganten – Mallorca Fieber                                                     | DE6 (3 Wo.)DE | AT9 (4 Wo.)AT | CH11 (1 Wo.)CH | Erstveröffentlichung: 12. Mai 2023                                     |
| 2023 | Die Hit-Giganten – Country                                                             | — | — | — | Erstveröffentlichung: 27. Oktober 2023                                 |
| 2023 | Die Hit-Giganten – Schlager                                                            | — | — | — | Erstveröffentlichung: 15. Dezember 2023                                |